# Black Phone 2
Black Phone 2 ist ein angekündigter US-amerikanischer Horrorthriller von Regisseur Scott Derrickson, der am 16. Oktober 2025 in die deutschen und am darauffolgenden Tag in die US-amerikanischen Kinos kommen soll. Es handelt sich um eine Fortsetzung zu The Black Phone (2021), der wiederum auf der gleichnamigen Kurzgeschichte von Joe Hill basiert. Die Hauptrollen übernahmen abermals Ethan Hawke, Mason Thames und Madeleine McGraw.

## Handlung
Vier Jahre nach dem Tod des Greifers hat Finney immer noch mit der Verarbeitung der Geschehnisse zu kämpfen. Als seine mit übersinnlichen Fähigkeiten ausgestattete Schwester Gwen beginnt, Träume des Angreifers in einem Wintercamp zu haben, geht Finney der Sache nach. Vor Ort sieht er sich nicht nur einem wiedererstarkten Greifer ausgesetzt, sondern auch mit seiner eigenen Familiengeschichte konfrontiert.

## Produktion
Noch vor der Veröffentlichung des Horrorthrillers The Black Phone verkündete Regisseur Scott Derrickson, dass der Film im Falle eines finanziellen Erfolgs mit einer von Joe Hill erdachten Geschichte fortgesetzt werden könnte. Nachdem The Black Phone an den weltweiten Kinokassen schließlich über 160 Millionen US-Dollar bei einem Budget von 18 Millionen US-Dollar einspielen konnte, begann das verantwortliche Studio Universal aktiv mit der Entwicklung von Black Phone 2. Das Drehbuch wurde erneut von Scott Derrickson und C. Robert Cargill geschrieben, die gemeinsam mit Jason Blum ebenso als Produzenten tätig waren.
Zu den wiederkehrenden Darstellern aus dem Vorgängerfilm zählen Ethan Hawke als Kinderentführer Der Greifer, Mason Thames und Madeleine McGraw als Geschwister Finney und Gwen, Jeremy Davies als deren Vater Terrence Blake und Miguel Cazarez Mora als verschollener Mitschüler Robin. Als Neuzugänge schlossen sich Demián Bichir, Arianna Rivas, Anna Lore, Maev Beaty und Graham Abbey der Besetzung an.
Die Dreharbeiten mit Kameramann Pär M. Ekberg erfolgen von Anfang November 2024 bis Ende Januar 2025 im kanadischen Toronto.
Ein Trailer zum Film wurde am 1. Juni 2025 veröffentlicht. Die Weltpremiere soll Ende September 2025 auf dem Fantastic Fest in Austin, Texas erfolgen. Black Phone 2 sollte ursprünglich am 27. Juni 2025 in die US-amerikanischen Kinos kommen, ehe der US-Starttermin auf den 17. Oktober 2025 verschoben wurde. In Deutschland soll der Film bereits einen Tag zuvor in den Kinos anlaufen.